# Joseph Zahradniczek der Jüngere

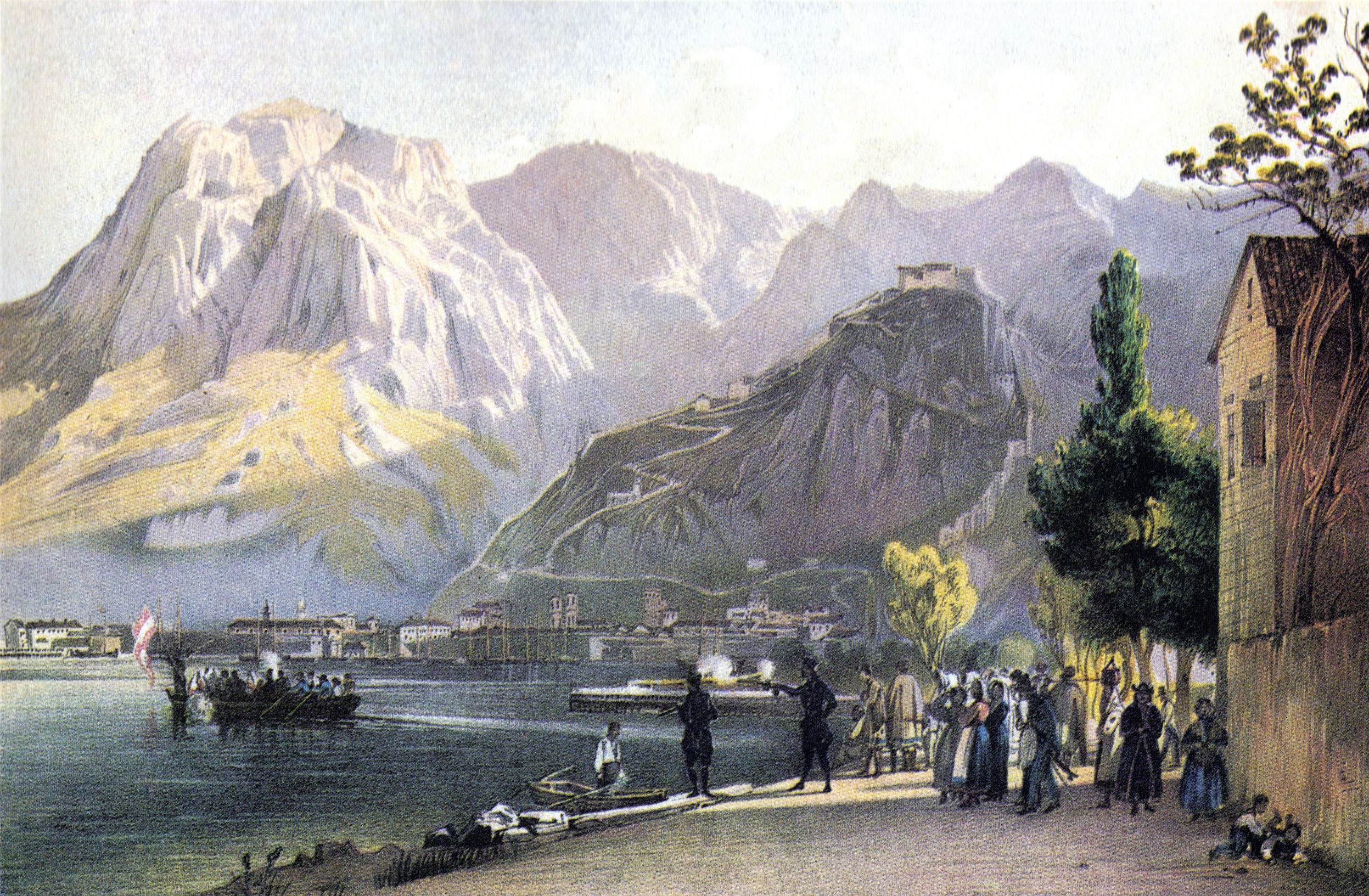
Kotor

Joseph Zahradniczek (* 1822 in Wien; † 29. August 1844 ebenda) war ein österreichischer Landschaftsmaler, Lithograf und Grafiker. Er wurde oft als „Joseph Zahradniczek der Jüngere“ erwähnt. Es gab auch den gleichnamigen „Joseph Zahradniczek den Älteren“ (1813–nach 1850), der seine Werke manchmal mit „Jos. Zahradniczek senior“ signierte und dessen Werke trotzdem oft dem Jüngeren zugeschrieben werden.
Geboren als Sohn eins Gardefouriers (Buchhalters) der Königlich ungarischen Leibgarde in Wien, begann Josef Zahradniczek im Alter von 16 Jahren ein Studium der Landschaftsmalerei an der k. k. Akademie der bildenden Künste Wien.
Seit dem Studienantritt 1838 stellte er seine Werke auf den Jahresausstellungen im Wiener St. Annahof aus.
Er starb im Alter von 21 Jahren.